# Strictly Physical (албум)
Вижте пояснителната страница за други значения на Strictly Physical.
Strictly Physical е вторият студиен албум на германското поп трио Монроуз. Издаден е от Старуоч и Уорнър Мюзик на 21 септември 2007 в Австрия, Германия и Швейцария и на 4 октомври 2007 в Полша. Албумът е продуциран преди всичко от Жиант, Сноуфлейкърс и Реми, като участие взимат и други продуценти.

## Списък с песни

### Оригинален траклист
1. „Dangerous“ – 3:18
2. „Hot Summer“ – 3:31
3. „Strictly Physical“ – 3:41
4. „Rebound“ – 3:40
5. „What You Don't Know“ – 3:46
6. „Leading Me on“ – 4:00
7. „Golden“ – 3:07
8. „Sooner or Later“ – 2:45
9. „Just like That“ – 4:19
10. „Yesterday's Gone“ – 3:26
11. „Burning“ – 4:07
12. „Monrose Theme“ – 3:46
13. „Everybody Makes Mistakes“ – 3:55

### Специално издание/Musicload бонус трак
1. „Say Yes“ – 3:53

### Интернационално издание
1. Shame“ – 3:30
2. „Even Heaven Cries“ (сингъл версия 2007) – 3:00